# Zwijndrecht, Nederländerna

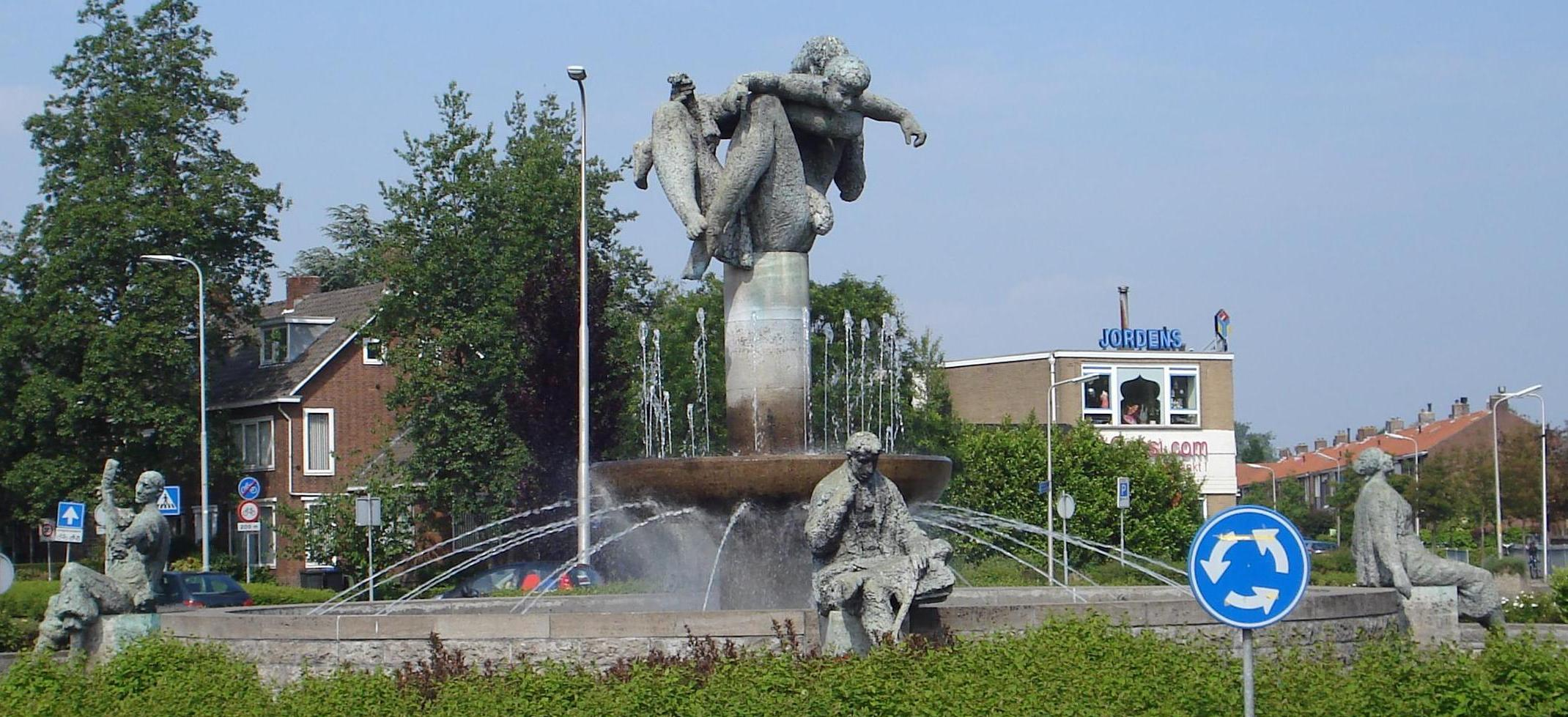
Rodellkonst i Zwijndrecht.

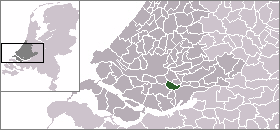
Det gröna fältet markerar kommunen Zwijndrechts yta.

Zwijndrecht är en kommun i provinsen Zuid-Holland i Nederländerna. Kommunens totala area är 22,77 kvadratkilometer, varav 2,43 kvadratkilometer är vatten, och invånarantalet är 45 445 invånare (2011).